# 울프럼 알파
울프럼 알파(Wolfram Alpha)는 계산용 프로그램인 매스매티카의 개발자인 물리학자 스티븐 울프럼이 만든 검색엔진으로서 슈퍼컴퓨터를 통한 인공지능을 통해 웹 상의 지식을 재구성하여 사용자에게 제공하며 간단한 연산을 직접 수행하고 그 그래픽 결과도 시뮬레이팅한다.
2009년 5월 15일에 출시된 울프럼 알파는 컴퓨터 대수, 수치 계산, 시각화 및 통계 기능을 가진 초기 플랫폼이었던 매스매티카를 기반으로 만들어졌다. 추가적인 데이터는 CIA의 World Factbook, 미국 지질 조사국, 다우 존스, 페이스북 등으로부터 수집된다.

## 개요
울프럼 알파는 700만 줄에 달하는 매스매티카 코드로 프로그래밍되었으며, 약 1만 개의 CPU를 통하여 구동된다.

## 협력 업체
울프럼 알파는 마이크로소프트 빙, 덕덕고(DuckDuckGo) 검색엔진에 정보를 제공한다. 또한 애플의 시리나 삼성의 S 보이스, 그리고 블랙베리 10의 음성 인식 소프트웨어 등과도 협력하고 있다.

## 역사
울프럼 알파의 출시는 미국 중부 시간 기준으로 2009년 5월 15일 오후 7시에 Justin.tv.에 생중계 되었으며, 정식 서비스는 2009년 5월 18일에 정식부터 시작되었다. 울프럼 알파의 지지자들은 이 프로그램의 잠재성을 높게 보았는데, 일부는 심지어 현재의 유용성보다 울프럼 알파가 결과를 도출하는 과정을 더 중요하게 여겼다.
2009년 12월 3일 아이폰 앱이 출시되었다. 일부 사용자는 웹 브라우저로는 무료로 접근할 수 있다는 점을 고려했을 때 초창기 가격이었던 50달러가 필요 이상으로 높다고 주장하였다. 또한 그들은 모바일 서식 옵션의 제거를 불평하였다. 울프럼 알파는 이에 대해 제품의 가격을 2달러로 낮추고, 기존 고객에 환불 서비스를 제공하는 방법으로 대응하였다.
2010년 10월 6일 안드로이드 앱이 출시되면서 킨들 파이어에서도 이용할 수 있게 되었다. 울프럼 알파를 사용하는 71개의 앱들이 새로 추가되었다.
2012년 2월 8일, WolframAlpha Pro가 출시되어, 사용자는 월 구독료를 지불하고 추가 기능을 이용할 수 있게 되었다.

## 가능한 연산의 예시

### 통화
- $250 + 15%를 입력하면 250달러와 이의 15%인 37.5달러를 합한 287.5달러를 표시해준다.
- 1 USD = ? KRW를 입력하면 미국 달러화 1달러에 해당하는 한국 원화의 현재 가치와 과거의 변동을 그래프로 보여준다.
- 250 USD + 100,000KRW를 입력하면 합을 미국 달러화 또는 한국 원화로 환산하여 알려준다.

### 연산
- x^4+x^2+x+2를 입력하면 인수분해 결과인 (x^2-x+2)(x^2+x+1)을 보여준다.
- 100!를 입력하면 팩토리얼 100이 몇 자리의 수인지를 보여준다.
- 3(x-2)^2+4를 입력하면 이차함수의 그래프를 보여준다.
- 이 이외에도 적분이나 미분방정식, 무한급수의 판별, 좌표면, 구면좌표, 극좌표, 복소평면 등, 평면위에 그래프를 표시한다.

## 같이 보기
- 인공 일반 지능
- IBM 왓슨